# 金沢福祉専門学校
金沢福祉専門学校（かなざわふくしせんもんがっこう）とは、石川県金沢市にある私立の専門学校。正式名称は学校法人清永学園金沢福祉専門学校。創立は1973年。

## 沿革
- 1973年 - 金沢高等音楽学院を創立。
- 1981年 - 学校法人北陸音楽学園設立。北陸音楽専門学校開校。音楽科・調律科設置。
- 1987年 - 社会福祉科設置、近畿大学豊岡短期大学通信教育部幼児教育科（2005年、子ども学科と改称）と併修提携。
- 1990年 - 北陸で初めて介護福祉士養成指定校として厚生大臣認可。法人名称を学校法人金沢福祉専門学校に変更。介護福祉学科設置。
- 1997年 - 社会福祉科を保育福祉学科に変更。
- 2001年 - 法人名称を学校法人清永学園に改称。

## 学科

### こども福祉学科（2年制）
- 近畿大学豊岡短期大学通信教育部こども学科との学習サポートにより短期大学士の学位が付与される。

### 介護福祉学科（2年制）
- 厚生労働省の指定より長い時間の現場実習に重点を置いている。

### こども未来専攻科（2年制）
- 近大姫路大学教育学部未来学科通信教育課程との教育連携により学士の学位が付与される。

## 交通アクセス
- 北陸新幹線・IRいしかわ鉄道線金沢駅東口より北鉄バスで「野々市・鶴来方面行」乗車(約30分)、「久安南」下車、徒歩１分。

## 学校周辺
企業
- ジャックコーポレーション

学校
- 金沢工業大学
- 国際高等専門学校
- 石川県立金沢錦丘中学校・高等学校

鉄道駅
- 野々市工大前駅（北陸鉄道石川線）

### 学校近隣
- 平成20年金沢市久安事件

## 出身者
- 森川陽一郎 - 1999年中退